# Sovětská mužská basketbalová reprezentace
Sovětská mužská basketbalová reprezentace reprezentuje SSSR v mezinárodních soutěžích v basketbalu.

## Mistrovství světa
| Rok/pořádající země | Účast                           |
| ------------------- | ------------------------------- |
| MS 1950 Argentina   | Ne                              |
| MS 1954 Brazílie    | Ne                              |
| MS 1959 Chile       | 6. místo                        |
| MS 1963 Brazílie    | Bronzová medaile                |
| MS 1967 Uruguay     | Zlatá medaile                   |
| MS 1970 Jugoslávie  | Bronzová medaile                |
| MS 1974 Portoriko   | Zlatá medaile                   |
| MS 1978 Filipíny    | Stříbrná medaile                |
| MS 1982 Kolumbie    | Zlatá medaile                   |
| MS 1986 Španělsko   | Stříbrná medaile                |
| MS 1990 Argentina   | Stříbrná medaile                |
| Celkem              | Účast – 9× · – 3× · – 3× · – 2× |

## Mistrovství Evropy
| Rok/pořádající země | Účast                             |
| ------------------- | --------------------------------- |
| ME 1935 Švýcarsko   | Ne                                |
| ME 1937 Lotyšsko    | Ne                                |
| ME 1939 Litva       | Ne                                |
| ME 1946 Švýcarsko   | Ne                                |
| ME 1947 ČSR         | Zlatá medaile                     |
| ME 1949 Egypt       | Ne                                |
| ME 1951 Francie     | Zlatá medaile                     |
| ME 1953 SSSR        | Zlatá medaile                     |
| ME 1955 Maďarsko    | Bronzová medaile                  |
| ME 1957 Bulharsko   | Zlatá medaile                     |
| ME 1959 Turecko     | Zlatá medaile                     |
| ME 1961 Jugoslávie  | Zlatá medaile                     |
| ME 1963 Polsko      | Zlatá medaile                     |
| ME 1965 SSSR        | Zlatá medaile                     |
| ME 1967 Finsko      | Zlatá medaile                     |
| ME 1969 Itálie      | Zlatá medaile                     |
| ME 1971 Německo     | Zlatá medaile                     |
| ME 1973 Španělsko   | Bronzová medaile                  |
| ME 1975 Jugoslávie  | Stříbrná medaile                  |
| ME 1977 Belgie      | Stříbrná medaile                  |
| ME 1979 Itálie      | Zlatá medaile                     |
| ME 1981 ČSSR        | Zlatá medaile                     |
| ME 1983 Francie     | Bronzová medaile                  |
| ME 1985 Německo     | Zlatá medaile                     |
| ME 1987 Řecko       | Stříbrná medaile                  |
| ME 1989 Jugoslávie  | Bronzová medaile                  |
| ME 1991 Itálie      | Ne                                |
| Celkem              | Účast – 21× · – 14× · – 3× · – 4× |

## Olympijské hry
| Rok/pořádající země | Účast                            |
| ------------------- | -------------------------------- |
| Berlín 1936         | Ne                               |
| Londýn 1948         | Ne                               |
| Helsinky 1952       | Stříbrná medaile                 |
| Melbourne 1956      | Stříbrná medaile                 |
| Řím 1960            | Stříbrná medaile                 |
| Tokio 1964          | Stříbrná medaile                 |
| Mexiko 1968         | Bronzová medaile                 |
| Mnichov 1972        | Zlatá medaile                    |
| Montreal 1976       | Bronzová medaile                 |
| Moskva 1980         | Bronzová medaile                 |
| Los Angeles 1984    | Ne                               |
| Soul 1988           | Zlatá medaile                    |
| Barcelona 1992      | 4. místo jako SNS                |
| Celkem              | Účast – 10× · – 2× · – 4× · – 3× |